# Agrostis candollei
Agrostis candollei é uma espécie de gramínea do gênero Agrostis, pertencente à família Poaceae.